# Bryce Alford
Pour les articles homonymes, voir Alford.
Bryce Alford, né le 18 janvier 1995, à Albuquerque, au Nouveau-Mexique, est un joueur américain de basket-ball. Il évolue au poste d'arrière.